# Monhögen
Monhögen är en sjö i Värnamo kommun i Småland och ingår i Helge ås huvudavrinningsområde.